# 早川城
早川城（はやかわじょう）は、神奈川県綾瀬市早川城山3丁目にあった日本の城。神奈川県指定史跡。

## 概要
綾瀬市役所から約700メートル西の、相模川の支流目久尻川左岸の舌状台地南端部に立地する。鎌倉時代の御家人・渋谷重国の築城と伝わるが、史料に乏しく実態は不明という。1989年（平成元年）～1994年（平成6年）にかけて6回の発掘調査が行われており、曲輪、堀、土塁、物見塚、ピット（柱穴）、溝などの遺構や、かわらけ、火舎などの遺物が出土した。築城年代は伝承の通りなら12世紀代となるが、前述の発掘調査では14世紀から15世紀代の利用のみ確認されたという。
現在は「城山公園」として整備されており、2008年（平成20年）2月5日付で県指定史跡となった。